# 上野基三

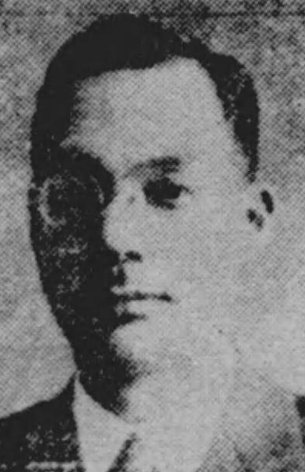
上野基三

上野 基三（うえの きぞう、1890年（明治23年）11月8日 - 1953年（昭和28年）12月11日）は、日本の衆議院議員（立憲政友会）。弁護士。

## 経歴
栃木県芳賀郡中村（現在の真岡市）に栃木県会議員上野大太郎の三男として生まれた。真岡中学校、第一高等学校を経て、1916年（大正5年）に東京帝国大学法科大学独法科を卒業した。西沢金山株式会社社員、第一生命保険相互会社社員、下野電力株式会社支配人、野州電気株式会社専務取締役などを務めた。その後、弁護士を開業し、栃木県会議員に選出された。
1930年（昭和5年）、第17回衆議院議員総選挙に出馬し当選。第18回衆議院議員総選挙でも再選を果たした。